# Смоленка (Забайкальский край)
Смоле́нка — село в Читинском районе Забайкальского края России. Административный центр Смоленского сельского поселения.

## География
Расположено в центральной части Читинского района, на левом берегу реки Смоленка, левом притоке реки Чита, в 7 километрах к северу от Читы. По южной стороне села проходит автодорога федерального значения "Амур".

## Население
| 1989 | 2002  | 2010  | 2011  | 2012  | 2021    |
| ---- | ----- | ----- | ----- | ----- | ------- |
| 2399 | ↗3066 | ↗4243 | ↘4155 | ↗4517 | ↗10 429 |

Рост числа жителей села Смоленка во многом обусловлен расположением села в непосредственной близости от Читы (7 километров) и стремлением ряда жителей города переселиться в экологически чистый район.

## Экономика
На территории села Смоленка отсутствуют крупные предприятия. Основными работодателями являются государственные и муниципальные учреждения образования, культуры и здравоохранения, органы местного самоуправления, коммерческие организации. В селе зарегистрировано 14 индивидуальных предпринимателей и 75 хозяйственных обществ. Сельское хозяйство представлено в основном личными подсобными хозяйствами. Земли использовавшиеся ранее (до 1991 года) для производства сельхозпродукции заняты садоводческими, огородническими и дачными хозяйствами.

### Промышленность
Основным промышленным предприятием в селе является ЗАО «Читинское зверохозяйство».

### Образовательная система
- Основная общеобразовательная школа №1, введенная в эксплуатацию в 2023 году
- Средняя общеобразовательная школа
- МДОУ детский сад "Берёзка"
- Частный детский сад "Екатерининский"
- Частный детский сад "Лесная сказка"

### Учреждения здравоохранения
- ГУЗ «Областная больница восстановительного лечения» № 4
- Врачебная амбулатория села Смоленка
- Медицинский центр «Резерв»

### Учреждения культуры
- Библиотека (село Смоленка) Дом культуры (село Смоленка)

## Транспорт
От Читы до села курсируют четыре автобуса:

№ 102: Чита (Вокзал) — пос. Забайкалец

№ 114: Чита (Троллейбусное депо) — Карповка (сезонный — перевозки только в летнее время)

№ 120: Чита (Вокзал) — Карповка (Дорожный центр восстановительной медицины и реабилитации «Карповка»)

№ 136: Чита (Вокзал) — Смоленка (мкр. Благодатный)

## Разное
Входит в Перечень населённых пунктов Забайкальского края, подверженных угрозе лесных пожаров

## Достопримечательности и памятники
В 5 километрах к востоку от села Смоленка, по федеральной трассе, находится мемориал жертвам политических репрессий.

## Известные люди
В 1956—2000 году в Смоленской средней школе работала Калягина Людмила Васильевна, удостоенная в 1978 году звания Героя Социалистического Труда.